# 率川神社 (奈良市西新屋町)
率川神社（いさがわじんじゃ）は、奈良県奈良市西新屋町にある神社。飛鳥神並神社、率川阿波神社との呼称で記録されたこともある。宮司は御霊神社宮司の兼務。

## 祭神
- 事代主神[6]

## 歴史
元興寺の鎮守社として、養老2年（718年）に高市郡飛鳥法興寺より遷座したと記した、近世の記録が残る。『大乗院寺社雑事記』にも同社の記録が散見される。1905年（明治38年）、西新屋町中より寄進を受け造営された。

## 境内
割拝殿様の門の両側は板間になっており、祭礼に用いる。白木の鳥居は門の内側にあり、南向きの本殿には、雨覆いと拝殿を兼ねた大きな覆屋が施されている。